# Lethata striolata
Lethata striolata es una especie de polilla del género Lethata, orden Lepidoptera.
Fue descrita científicamente por Meyrick en 1932.

## Descripción
Su envergadura es de 25 mm. 

## Distribución
Se encuentra en Brasil.